# Sailer (Familie)
Die Familie Sailer stammt aus Wil im Kanton St. Gallen in der Schweiz. Ein Zweig nannte sich Saylern und ihr Vertreter erhielt 1728 den Adelsbrief. Vertreter der Familie dienten viele Generation der Fürstabtei St. Gallen.

## Geschichte
In Wil wird 1383 der Hausbesitzer Hans Sailer erstmals urkundlich erwähnt. Im Dienst der Fürstabtei amtierten seine Nachkommen als Schultheissen (ab 1570), Hofammänner und Reichsvögte (ab 1502) in der Stadt Wil. Rudolf Sailer war von 1527 bis 1532 Kanzler und führte für die Fürstäbte Kilian Germann und Diethelm Blarer von Wartensee von 1529 bis 1531 die Tagebücher. Als Kanzler folgte ihm Ulrich Sailer, der später als Hofmeister, Landvogt und zuletzt als Reichsvogt diente. Im selben Jahrhundert versahen zwei Mönche das Amt des Dekan im Kloster St. Gallen. Weitere Familienmitglieder wirkten als Administratoren und Äbte.
Der fürstäbtische Leibarzt Joseph Anton Sailer (1665–1745) begründete die Linie von Saylern. Er empfing 1728 von Kaiser Karl VI. den Adelsbrief. Zu seinen 17 Kindern zählte ein Landvogt im Toggenburg, ein Prior und eine Priorin. Sein Sohn Franz Leodegar von Saylern war 1728 Leibarzt des Kardinals und Fürstbischofs Damian Hugo Philipp von Schönborn von Speyer. Neun Jahre später diente er dessen Bruder Franz Georg von Schönborn, Kurfürst und Erzbischof von Trier. Nach Schönborns Tod wechselte er 1756 an den Hof des kurpfälzischen Kurfürsten Karl Theodor. Sein Sohn war fürstäbtischer Obervogt auf Blatten, sein Enkel Klemens von Saylern St. Galler Regierungsrat und Jurist.
Der Regierungs-, Stände- und Nationalrat Carl Georg Jakob Sailer († 1870) und der Rheiningenieur Klemens von Saylern († 1893) sind erwähnenswerte Vertreter in der zweiten Hälfte des 19. Jahrhunderts.

## Namensträger Sailer
in zeitlicher Abfolge
- Hans Sailer, genannt 1383 als Hausbesitzer in Wil
- Hans Sailer, 1502–1508 Reichsvogt in Wil
- Rudolf Sailer († 1532), Kanzler der Fürstabtei St. Gallen
- Heinrich Sailer, 1546 Administrator des Klosters St. Johann im Thurtal
- Ulrich Sailer, 1532–1537 Kanzler, später Hofmeister, Landvogt im Toggenburg und ab 1554 Reichsvogt in Wil
- Hans Rudolf Sailer, 1570 Schultheiss in Wil
- Joachim Sailer, 1672–1688 Abt des Klosters Fischingen
- Carl Georg Jakob Sailer (1817–1870), Schweizer Regierungs-, Stände- und Nationalrat

## Namensträger von Saylern
in Abfolge der Generationen
- Joseph Anton (von) Saylern (1665–1745), fürstäbtischer Leibarzt, 1728 geadelt
  - Joseph Basil von Saylern (1699–1762), ab 1753 Landvogt im Toggenburg
  - Franz Leodegar von Saylern (1700–1764), Leibarzt von Kurfürsten und Bischöfen
  - Maria Barbara von Saylern (1716–1772), Priorin des Klosters Libingen
  - Anton von Saylern (1720–1793), Prior der Kartause Ittingen
    - Johann Nepomuk von Saylern (1743–1794), 1775–1794 Obervogt auf Blatten
      - Klemens von Saylern (1783–1859), St. Galler Regierungsrat und Jurist
      - Johann Nepomuk der Jüngere von Saylern (1794–1864), Bezirksammann in Wil
        - Klemens von Saylern (1837–1893), Rheiningenieur

## Belege
1. 1 2 3  Werner Warth: Sailer. In: Historisches Lexikon der Schweiz.  14. Juli 2010.
2. 1 2 3  Markus Kaiser: von Saylern. In: Historisches Lexikon der Schweiz.  21. Februar 2011.